# Игор Чудинов
Игор Витаљевич Чудинов (рус. Игорь Витальевич Чудинов; Фрунзе, 21. август 1961) је бивши премијер Киргистана. Постављен је на дужност 24. децембра 2007. године након оставке Искендербека Аидаралијева. Пре овог постављења обављао је функцију министра за привреду и енергетику у киргиској влади. Поднео је оставку заједно са целом владом, а следећег дана 21. октобра 2009. године на место премијера је постављен Данијар Усенов.
Чудинова је за позицију премијера номиновала Ак Жол странка, која је освојила већину гласова у парламенту на изборима који су одржани 16. децембра 2007. године. Постављење је потврдио председник Курманбек Бакијев.
У новембру 2009. године, постављен је на чело Фонда за развој Киргистана.
Чудинов је по националности Рус и не говори киргиски језик.